# Tyrhénské moře
Tyrhénské moře (italsky Mar Tirreno, francouzsky Mer Tyrrhénienne) je část Středozemního moře ležící západně od italské pevniny mezi ostrovy Sardinie, Korsika a Sicílie. Severně od něho se nachází Ligurské moře, na jihu otevřené Středozemní moře a na východě spojuje Tyrhénské moře s Jónským mořem Messinská úžina. Název moře vznikl z řeckého pojmenování etruských námořníků: Tyrrhenoi.
Moře se nachází na složitém systému zemských tektonických desek a je geologicky mladé. Současnou podobu ostrovů a pobřeží ovlivnil vulkanismus. Části příkopů a podmořských hor jsou tvořené oceánskou kůrou. Některé zdroje uvádí maximální hloubku až 3840 metrů. Pobřeží Tyrhénského moře je od dob starověku osídleno vyspělými civilizacemi, vedly přes něj obchodní cesty a bylo dějištěm mnohých námořních bitev. Námořníky plavícími se dříve přes oblast moře byli Etruskové, Řekové, Římané, Vandalové, Normané, Janované, Španělé a Francouzi. Řím má díky Tyrhénskému moři spojení se zbytkem Středozemního moře, také námořní cesty z Marseille a z Janova na východ a k Suezskému průplavu vedou přes Tyrhénské moře. Nejdůležitějším přístavem v oblasti je Gioia Tauro v Kalábrii.
V porovnáním se zbytkem Středozemního moře má Tyrhénské moře nízkou bioproduktivitu. Biologicky významné jsou skalnaté úseky pobřeží, kde se vyskytují červení koráli a langusty. Pobřeží Neapolského zálivu, Amalfinské pobřeží, pobřeží Sicílie a menší ostrovy Capri nebo Ischia patří od počátků moderní turistiky k nejoblíbenějším turistickým oblastem světa.

## Název

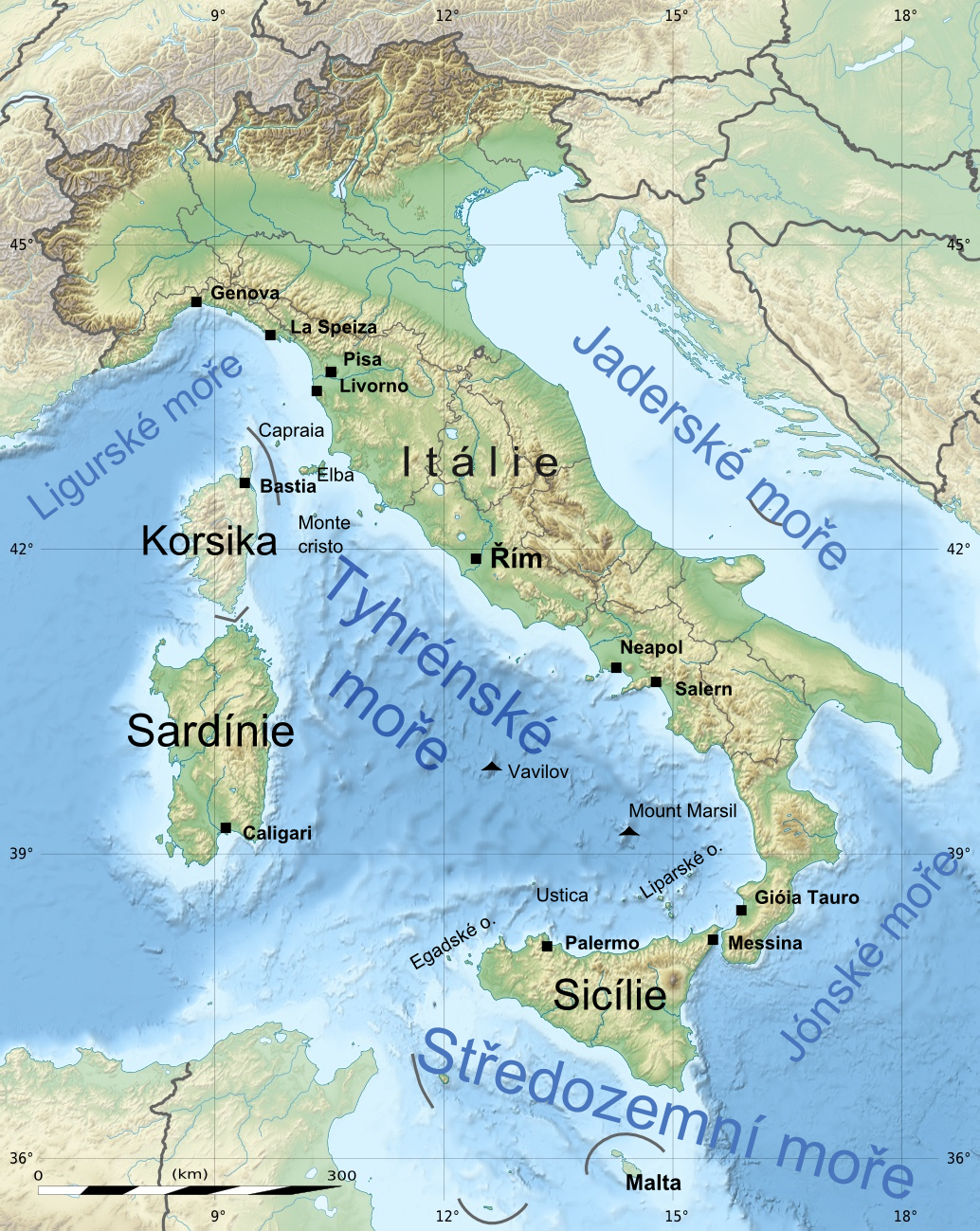
Mapa Tyrhénského moře

Název moře pochází z řeckého pojmenování Etrusků, kteří se starořecky nazývali Tyrrhenoi. Etruskové, kteří žili na pobřeží dnešního Toskánska, byli dle řeckého podání princem Tyrrhenem z Lýdie přivedeni do prostor Tyrhénského moře. Římané nazývali moře Mare Tyrrhenicum. Jméno moře a jeho varianty se ujalo a je používáno všemi pobřežními národy. Kromě italského a francouzského pojmenování (Mar Tirreno případně Mer Tyrrhénienne) existují početná pojmenování moře v jazycích a nářečích regionů a ostrovů na pobřeží. Ligursky se moře nazývá Mâ Tirren, sardinsky Mare Tirrenicu, sicilsky a v korsičtině Mari Tirrenu.

## Geografie

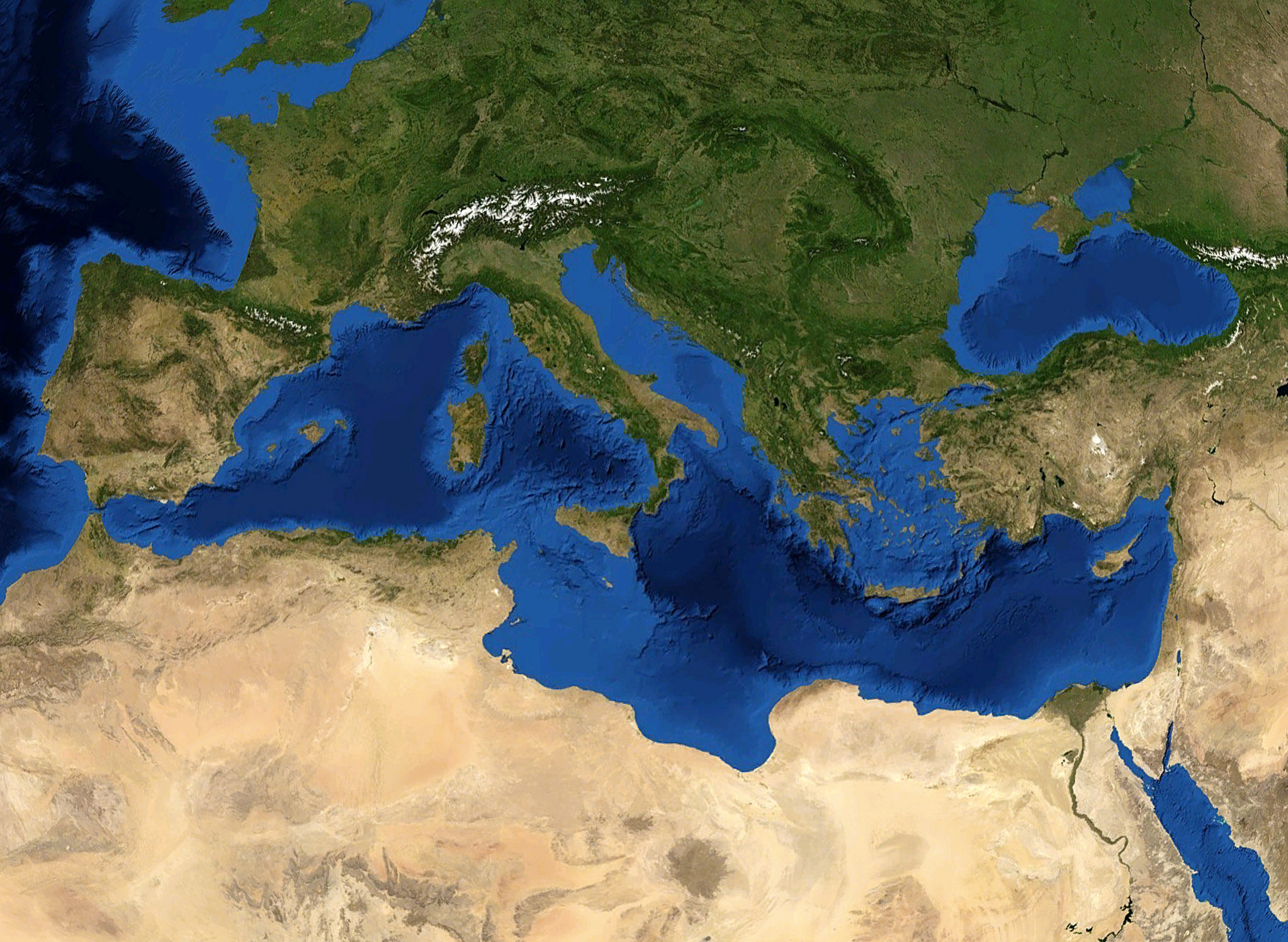
Fyzickogeografická mapa Středozemního moře s vyznačenými mořskými hlubinami

Tyrhénské moře leží mezi italskou pevninou na východě, ostrovy Sardinie a Korsika na západě, Sicílií na jihovýchodě, na severu hraničí s Ligurským mořem a na jihu s otevřeným Středozemním mořem. Na italské pevnině sousedí s regiony Toskánsko, Lazio, Kampánie a s Kalábrií. Moře má rozlohu 231 000 km².
Přesné hranice probíhají dle definice Mezinárodní hydrografické organizace (IHO):
- V Messinské úžině severovýchodní bod mysu Cape Paci (15°42′E) až k nejvýchodnějšímu bodu Sicílie u mysu Pelore (38°16′N).
- Na jihozápadě v Sicilském průlivu od nejzápadnějšího bodu Sicílie mysu Cap Lilibeo) k nejjižnějšímu bodu Sardinie mysu (Cape Teulada) (8°38′E).
- V Bonifáckém průlivu od nejsevernějšího bodu Sardinie mysu Capo Testa (41°14′N) k mysu Cape Feno (41°23′N) na Korsice.
- Na severu linie z mysu Cap Corse na Korsice (9°23′E) přes ostrov Tinetto (44°01′N, 9°51′E), dále přes ostrovy Tino a Palmaria až k bodu u Sankt Pietro (44°03′N, 9°50′E) na italském pobřeží.

Tyrhénské moře je z geologického hlediska zřetelně mladší než zbytek Středozemního moře. Otevřelo se jako zaoblouková pánev v době před přibližně 7 miliony let (miocén) až před 3 miliony let (pliocén). V této době byl ještě korsicko-sardinský kontinentální blok vedle jaderské desky. Eurasijská a africká kontinentální deska se vsunuly pod korsicko-sardinskou desku v severojižním směru. Následkem toho se jaderská deska začala točit proti směru hodinových ručiček a otevřelo se Tyrhénské moře ve východozápadním směru.
Zemská kůra na dně Tyrhénského moře má prvky oceánské kůry, ale jen v omezené míře. Nejhlubší vrstvy ve značné části moře se skládají přímo z kontinentální kůry.
Tenká zemská kůra Tyrhénského moře hraničí na východě s kalábrijskou subdukční zónou a je na severu a jihu vklíněna mezi jaderskou a africkou desku. Pod Tyrhénským mořem leží subdukovaný díl jónské desky.
V posledních 13 000 letech stoupla hladina Tyrhénského moře o 67 metrů. Pravidelná měření hladiny moře se provádějí od roku 1884. Průměrné zvýšené hladiny moře bylo mezi roky 1897 až 1942 ročně o 1,2 milimetru, mezi roky 1931 a 1971 v průměru 1,54 milimetru ročně a do konce osmdesátých let dvacátého století v průměru 1,6 milimetru ročně.

### Tvar a hydrologie

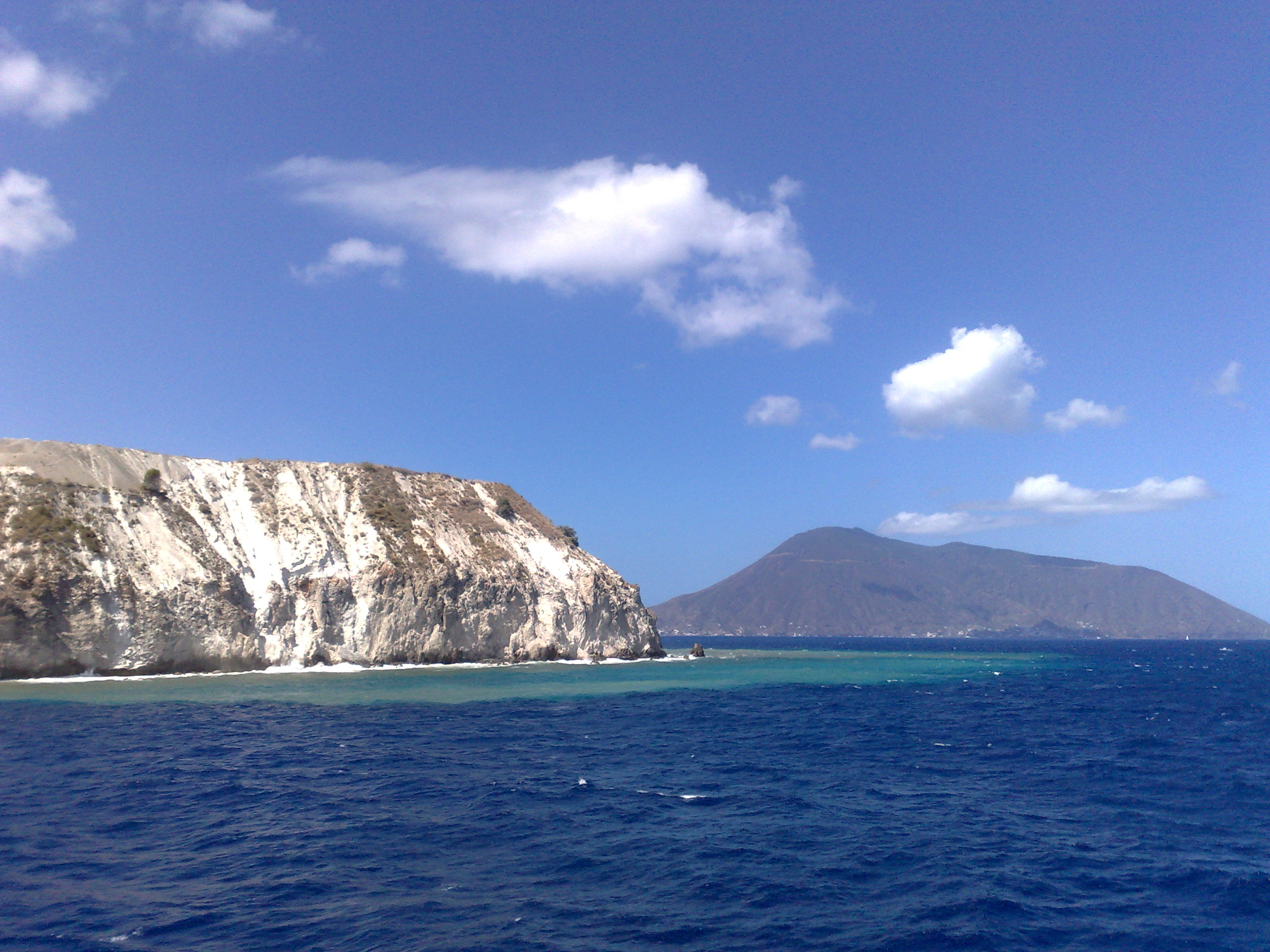
Ostrovy Lipari a Salina v Tyrhénském moři

Moře má přibližně trojúhelníkový tvar. Maximální hloubka není přesně známa, většina pramenů udává hloubku kolem 3600 metrů, ale je možné se setkat i s hloubkami od 3400 až 3840 metrů. Dno moře se dá rozdělit na části, které odděluje 41. rovnoběžka. Jižně od této linie je zemská kůra zřetelně slabší a silně ovlivněná vulkanickou činností. Kontinentální šelf je úzký, dosahuje šířky od 10 do 40 kilometrů. Z celkové rozlohy moře 231 000 km² připadá na kontinentální šelf 14 800 km², na kontinentální svah dalších 48 600 km². Zbytek rozlohy zaujímají hlubokomořské pánve.
Hlavní spojení mezi hlubokomořskými pánvemi Tyrhénského moře s hlubinou Ligurského moře tvoří Canale di Corsica. Hlubokomořský kanál je zhruba 100 km dlouhý a na nejužším místě mezi toskánským šelfem a ostrovem Capraia a Korsika jen 30 kilometrů široký. Kanál má hloubku 460 metrů. Sever Tyrhénského moře nedosahuje větších hloubek než 2000 metrů. Západní část, tzn. Korsická hlubina, má rovinný povrch. Na centrálním hřebeni leží ostrovy Elba, Montecristo, Capraia a Pianosa. Při pobřeží se nachází rovinný toskánský šelf. Podmořské hory Etruschi a Cialdi leží na přechodu k hlubšímu jižnímu Tyrhénskému moři. Zemská kůra má v severním Tyrhénském moři tloušťku přibližně 25 km.

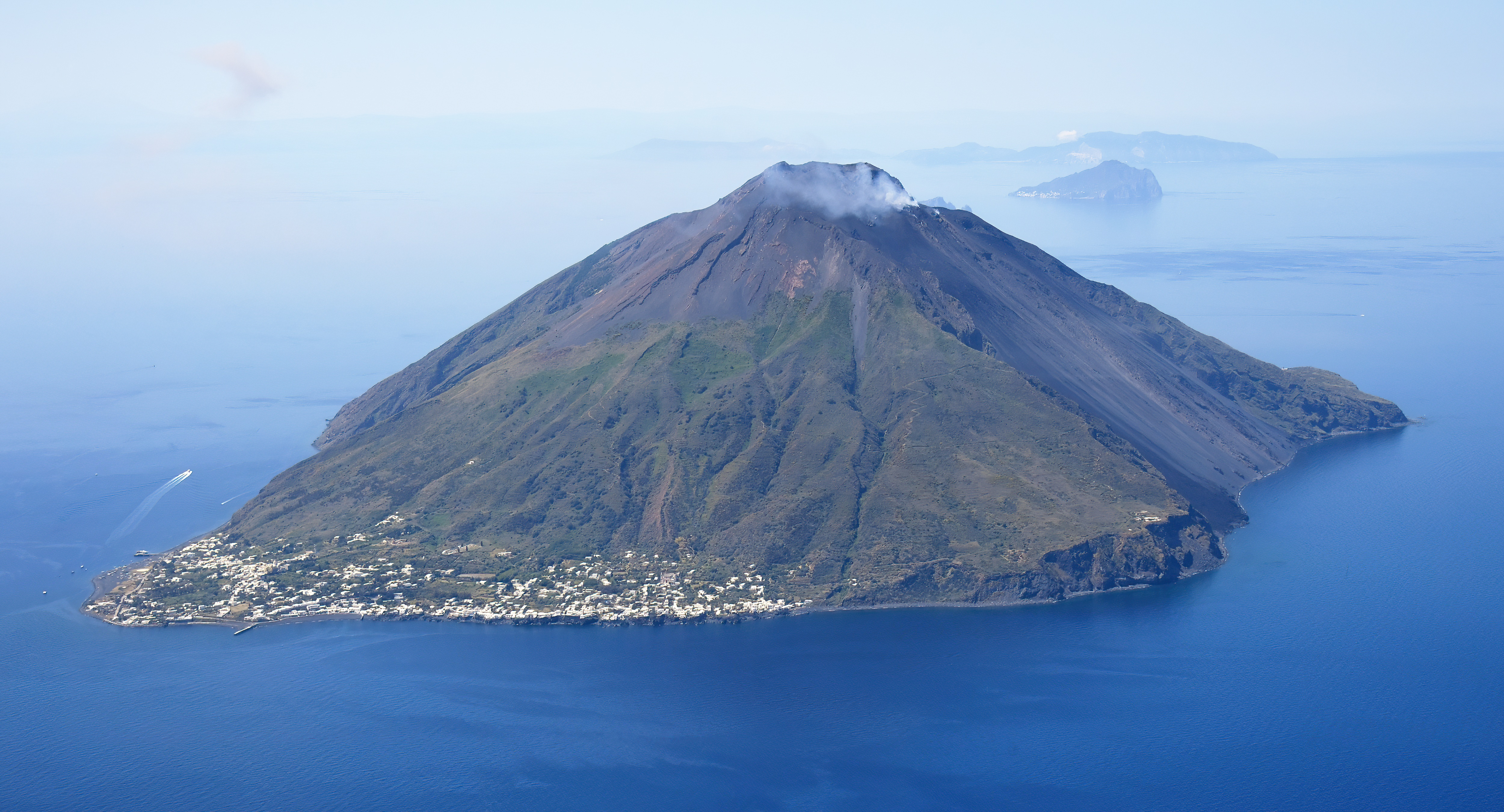
Ostrov Stromboli

Jižní část Tyrhénského moře se skládá pravděpodobně z čedičové oceánské kůry. Zemská kůra má na západě u Sardinie tloušťku 30 km a směrem na východ se zeslabuje na tloušťku pět až deset kilometrů. Velmi slabá je zemská kůra v centrální části moře, u podmořských hor Vavilov a Marsili, která se nachází na měkkém zemském plášti. Podobnou charakteristiku má zemská kůra u ostrova Ischia. Tyrhénské moře má nejslabší zemskou kůru z celého Středozemního moře a největší tepelný tok z zemských hlubin. Přenos tepla z nitra Země, stejně jako magnetické anomálie, je velice nepravidelný a variabilní. Mořské dno je zde velice členité, s četnými svahy a častými malými hlubinami. Hlubiny jsou obklopené podmořskými horami, které se také nachází uprostřed hlubin. K tomuto je nutno započítat členité pobřeží. Ze severního sicilského pobřeží padá mořské dno strmě v hlubinu, které patří k nejhlubším částem moře. Na pobřeží jižní části Apeninského poloostrova je sklon mořského dna méně strmý.
V jižní části Tyrhénského moře se nachází četné magmatické útvary, z nichž některé dosahují výšky několika tisíc metrů. Patří k nim podmořské hory vulkanického původu, Vavilov a Marsili. Marsili dosahuje výšky 2600 metrů od mořského dna a skládá se z nejstarších hornin v oblasti Tyrhénského moře. Liparské ostrovy na jihu Tyrhénského moře jsou mladší než samotné moře a jsou staré pouze milion let. Vznikly pohybem magmatu, který byl výsledkem sunutí jónské desky pod Tyrhénské moře. Ostrov Ustica leží na kontinentální kůře v přechodné oblasti mezi tyrhénskou oceánskou kůrou a okolními deskami a je vulkanického původu.
Celé Středozemní moře má spojení s Atlantským oceánem jen úzkým Gibraltarským průlivem, a proto v něm nejsou výrazné slapové jevy. Mořské proudění je skoro výlučně určováno dlouhotrvajícím sezónním prouděním, které je v porovnání s jinými mořskými proudy v otevřeném oceánu slabé. Silnější proudění se nachází především v úžinách s jinými moři. V Bonifáckém průlivu se vyskytuje silné proudění, taktéž v Messinské úžině. V Messinské úžině je proudění velmi výrazné, protože příliv a odliv v Tyrhénském moři na severu a Jónském moři na jihu jsou protichůdné, takže vysoká hladina vody v jednom moři se setká s nízkou hladinou vody v druhém moři, a mořské proudění se mění spolu s přílivem a odlivem.
Ve srovnání s jinými pánvemi Středozemního moře se Tyrhénské moře vyznačuje výraznými barotropními poměry, ve kterých jednotlivé vodní vrstvy cirkulují. V zimě je ve všech vodních vrstvách výrazná cirkulace proti směru hodinových ručiček. Na jaře a v létě proudění zeslabuje, a v létě nastává povrchové proudění ve směru hodinových ručiček. Celoročně teče voda ovšem ve všech vrstvách směrem k severu do Ligurského moře.
Povrchová voda přichází alžírským proudem z otevřeného západního Středomoří. V Tyrhénském moři rotuje proti směru hodinových ručiček, než teče dále do Ligurského moře. Skládá se z Modified atlantic water o teplotě přibližně 16,5 stupně Celsia a salinitě 36,5 ‰. V porovnání s ostatními velkými mořskými proudy prakticky nelze rozeznat žádné sezónní změny ve vlastnostech a chování vody.
Vody o hloubce 200 až 600 metrů je z Mediterrenean intermediate water (MIW), která má teplotu 14,5 stupně a salinitu 38,75 ‰. Vznikla ve východním Středomoří u Levanty a teče z otevřeného Středozemního moře u pobřeží Sardinie severně do Tyrhénského moře, kde tvoří vír. U dna moře teče na jaře západně Mediterrenean deep water (WMDW) ze Lvího zálivu z hloubce přibližně 1500 až 3000 metrů do Tyrhénského moře.

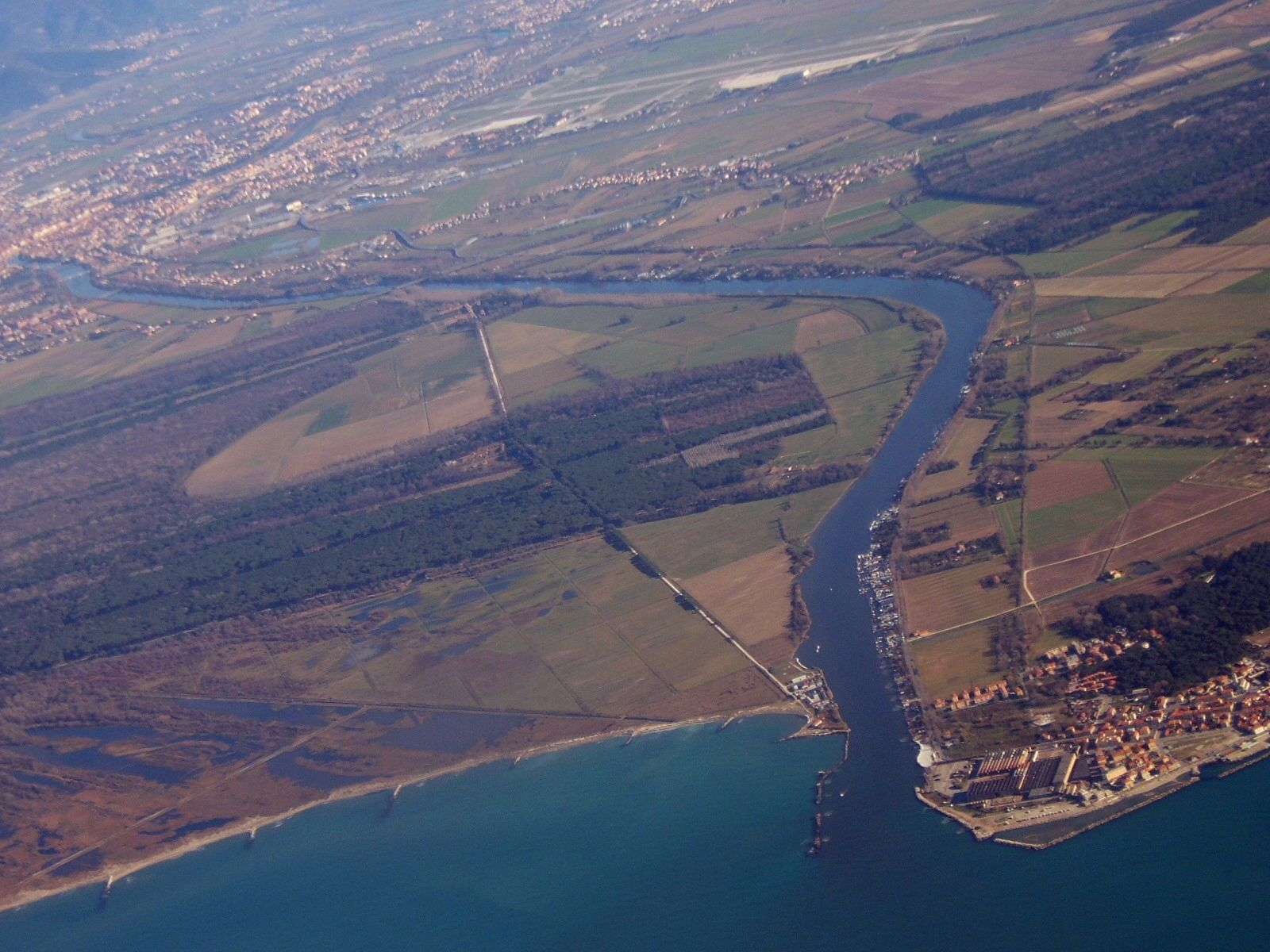
Ústí řeky Arno do Tyrhénského moře

Větší řeky, které tečou do Tyrhénského moře, jsou Arno a Tibera, přičemž Tiberou protéká větší množství vody, ale Arno má zřetelně větší rozdíl mezi vysokým a nízkým stavem a krátkodobě v něm může téci více vody než v Tibeře. V průměru teče z pevniny a ostrovů do Tyrhénského moře 1225 m³/s vody.

### Klima
V této části Středomoří panuje subtropické středozemní klima s horkým, suchým létem a mírnou, převážně deštivou zimou. Směrem od severu k jihu ubývá množství srážek a stoupá teplota jak vzduchu, tak vody. Teplota vody při mořské hladině je v zimě okolo 13 stupňů Celsia, v létě stoupá teplota vody na 23 až 24 stupňů Celsia.
V protikladu k Jaderskému moři má hluboké a široké Tyrhénské moře zmírňující vliv na podnebí na pevnině, tj. léta jsou chladnější na zimy teplejší než v jiných oblastech Středozemí. Italské pobřeží je bohaté na dešťové srážky, Apeniny zadrží vlhký vzduch z Tyrhénského moře. Sardinie a Sicílie naproti tomu patří k nejsušším regionům Itálie. Sicílie je zároveň nejteplejší region Itálie, průměrné zimní teploty v Sicílie a v Kalábrii neklesají pod 10 stupňů Celsia.
Na rozdíl od ostatních oblastí Středozemního moře nemá Tyrhénské moře žádný převládající směr větru. V letních měsících převládá vítr ze severozápadu, vítr ze západu je skoro stejně častý, stejně jako vítr z jihozápadu, jihu a jihovýchodu jsou častý. Celkově je vítr v létě slabý a na moři panuje často bezvětří. V jihu Tyrhénského moře má vliv ze Sahary přicházející scirocco. V zimě a na jaře střídá mistral ze severozápadu, který zesiluje sílu větru a je v daném ročním období je převládajícím větrem. Po přechodu Korsiky je známý také jako libeccio. V porovnáním např. se Severní mořem je větry v Tyrhénském moři slabé, bouře jsou kratší a mají menší intenzitu. Ojediněle zanechávají bouře v Tyrhénském moři spoušť na pobřeží. Poslední velká bouře byla dne 11. ledna 1987.

## Pobřeží a ostrovy
Na ostrovech a pobřeží Tyrhénského moře se zrcadlí vznik a geologické dějiny Tyrhénského moře, a jsou neobyčejně rozmanité. Mnohé ostrovy jsou vulkanického původu. Vulkanický oblouk Itálie souvisí pravděpodobně se vznikem Tyrhénského moře. Vulkanismus se rozšířil ze severu na jih dnešní Itálie, přičemž sopky na severu Itálie jsou v dnešní době vyhaslé, na jihu jsou četné aktivní vulkanické oblasti na pobřeží, na ostrovech a sopky pod mořskou hladinou.

### Pobřeží

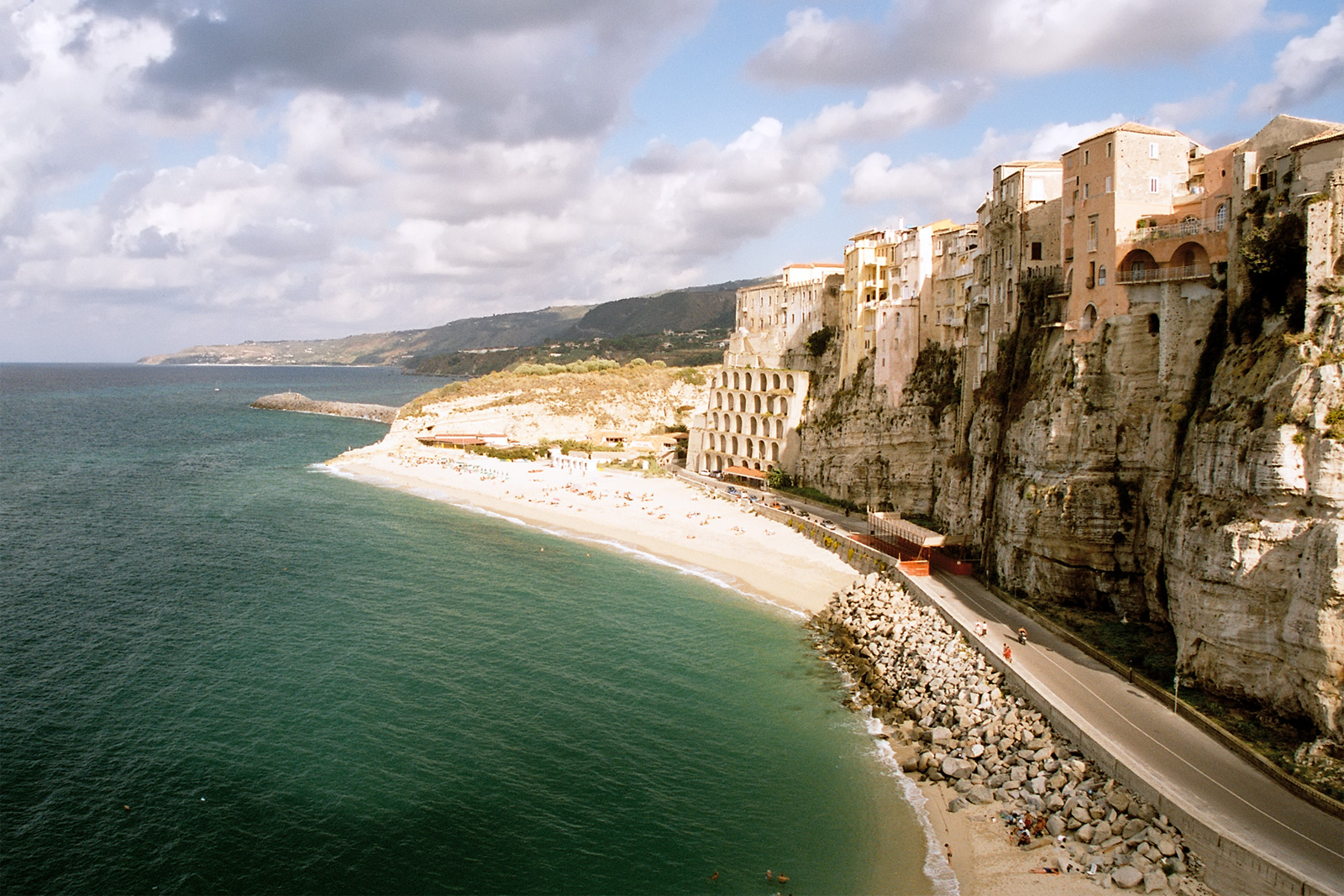
Tropea, Kalábrie

Celé západní pobřeží Itálie jsou bohaté na ústí řek a koryta po erozi a vyskytuje se zde mnoho přírodních přístavů. Většina řek je krátká a mají malá povodí.
Větší řeky jako Tibera a Arno jsou celoročně splavné a tvoří spojnici s vnitrozemím. Několik málo nížin, které se nachází v Itálii, leží při pobřeží, při centrálním pobřeží Tyrhénského moře je to Maremma, Pontinská nížina a Kampánská nížina. Početné pláže při Tyrhénském moři jsou většinou tvořené skalami a v porovnání s ostatními plážemi Itálie jsou úzké.
Pobřeží Toskánska je tvořeno dlouhými písečnými plážemi v zátokách, které jsou místy přerušeny skalními formacemi. Pláže jsou pokračováním pobřežních nížin, které utvářely početné řeky tekoucí z Apenin směrem na západ. Pobřeží je nízko položené a ploché, až do moderní doby byly oblasti hned za písčinami tvořené bažinami a lagunami, které byly teprve ve 20. století odvodněny. Především ve středověku se u pobřeží vytvořily bažiny, které ale zároveň rostly do moře. Naopak ve 20. století bylo a do současné doby je pobřeží vystaveno dramatickým erozním procesům. V zálivu u města Cagliari se nachází největší současná bažinatá oblast na pobřeží Tyrhénského moře na Sardinii.
Kalábrie, Sardinie a Sicílie vykazují vysoký podíl strmých štěrkových pláží. Většinou sestávají z krátkých pláží, které jsou mezi skalami, které čnějí z moře. Především Sardinie má výhradně pobřeží ze skal, přičemž se skalnaté úseky stále střídají s plážemi, přičemž podíl skalnatých úseků směrem k jihu lehce stoupá.
V 90. letech 20. století se ve všech regionech italské pevniny nacházelo pobřeží na ústupu. 48 procent pobřeží podléhalo erozi, jen 6 procent pobřeží přibíralo. Především na krátkém pobřeží Basilicaty je pevnina na ústupu, eroze zde pro obyvatele nabývá hrozivých rozměrů. V Kalábrii je 196 km pobřeží přímo ohroženo erozí, v Sicílii 140 kilometrů, v Toskánsku 122 kilometrů a v Laziu se jedná o 117 kilometrů.
Kampánie má stabilní pobřeží, 80 procent pobřeží nevykazuje žádný ústup. Ohrožena jsou zde především ústí řek. Výstavbou přehrad a využíváním vody v zemědělství velké množství sedimentů nedosáhne pobřeží, v posledních desetiletích přírodní procesy nahrávají erozi Také lesní požáry hrají svojí roli, ničí lesní pokryv. Jsou častější vysoké stavy vody a půdní sesuvy, které odnáší zeminu do moře a napomáhají erozi.

### Ostrovy
V severní části moře před pobřežím Toskánska leží Toskánské ostrovy. Nachází se na dvou různých hřbetech. První je hřbet Pianosa, který se nachází v sedimentech, druhým je hřbet Capraia-Montecristo. Na něm se nachází ostrovy ze žulové intruze jako Elba nebo Montechristo, zatímco Capraia vznikla výlevem magmatu na zemský povrch. Giglio je pokračováním toskánského šelfu na hrásti. K Toskánskému souostroví patří dále ostrovy Gorgona a Giannutri.
Před pobřežím regionu Lazio se nachází Pontinské ostrovy, jmenovitě Ponza, Gavi, Palmarola, Zannone, Ventotene a Santo Stefano. Ostrovy jsou dva miliony let staré a mají vulkanický původ. Dále na jihu před pobřežím Kampánie leží ostrovy Procida, Vivara, Ischia a Capri. Až na poslední ostrov vděčí za svůj vznik vulkanickým explozím.

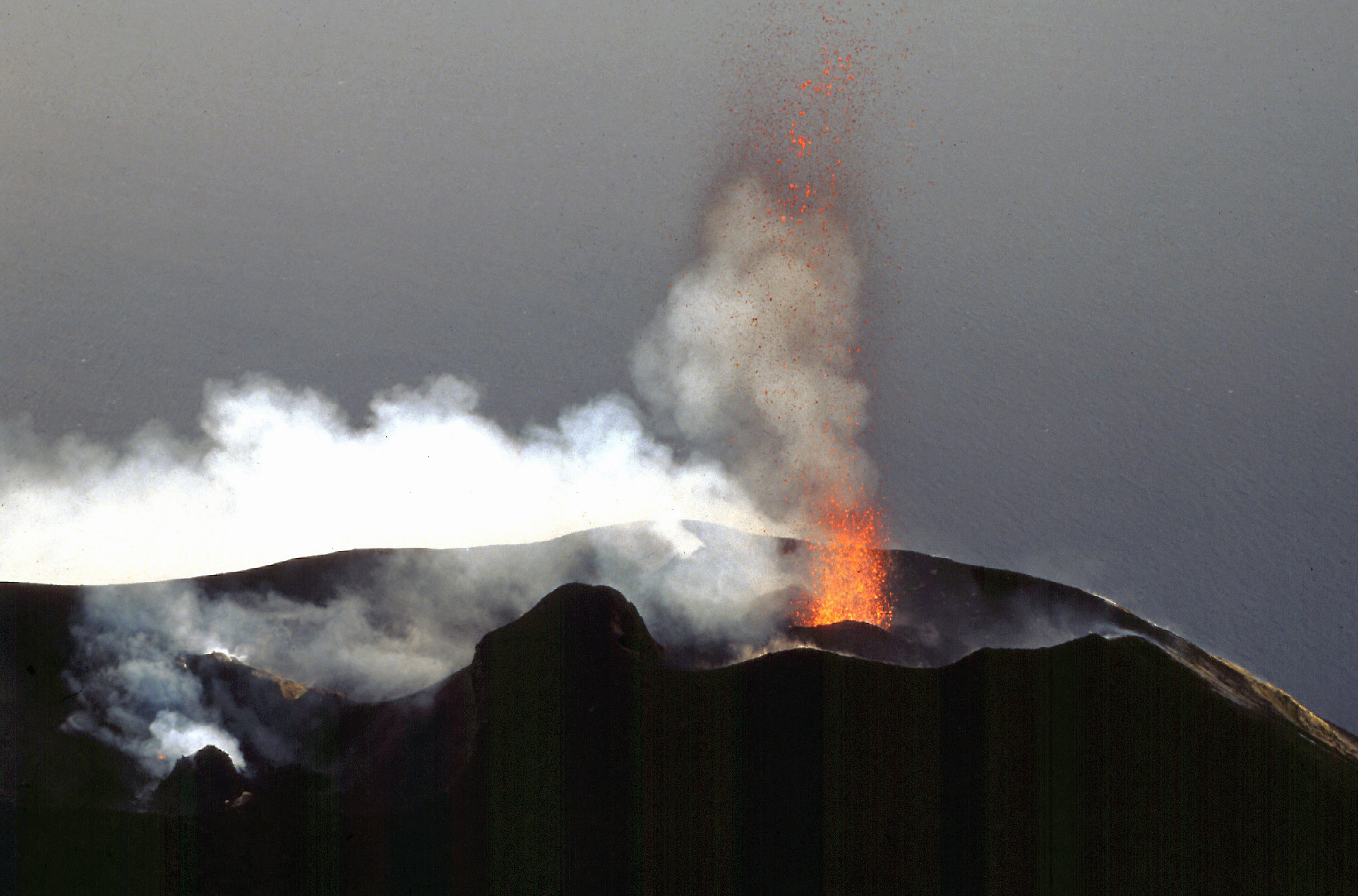
Stromboli
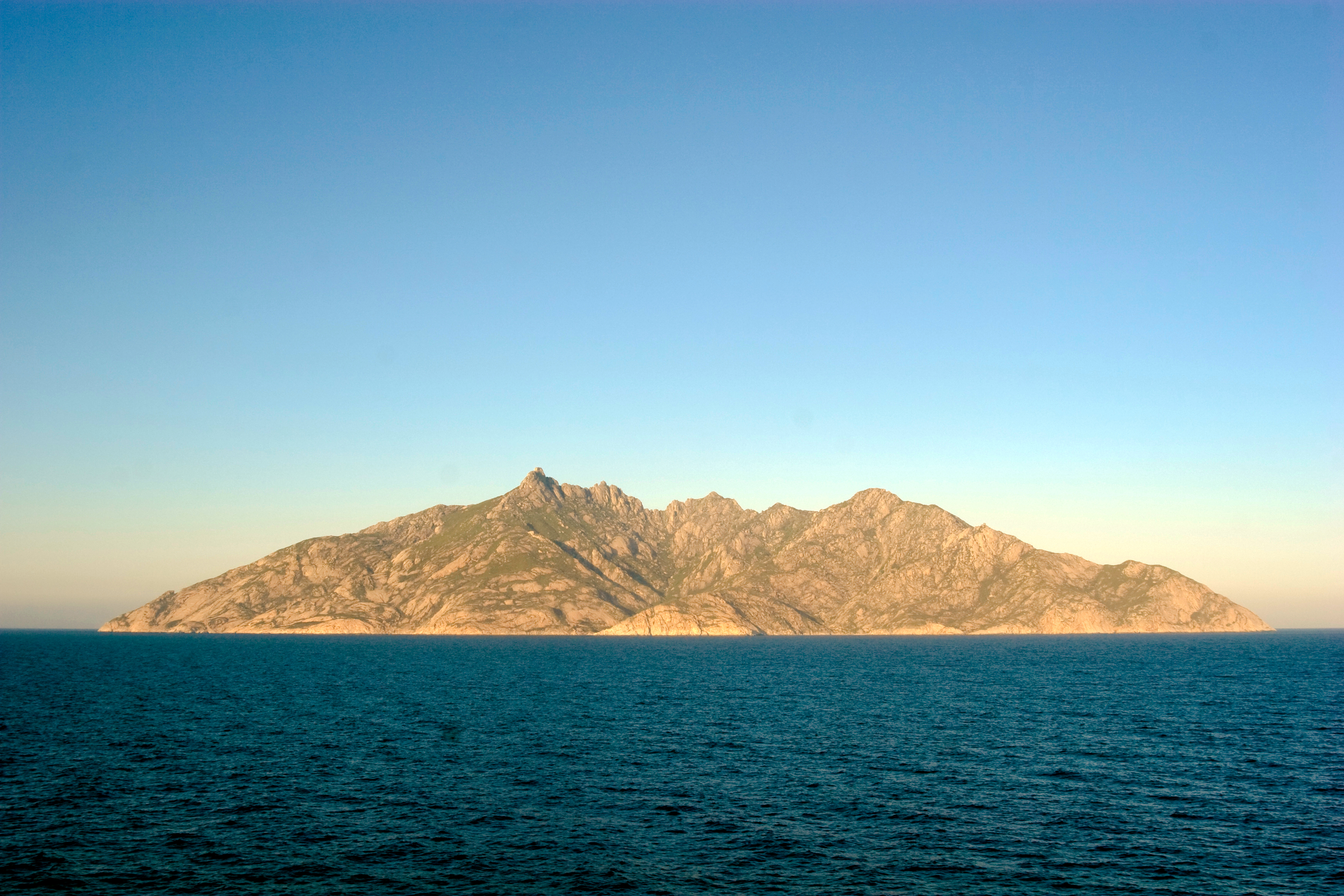
Montecristo
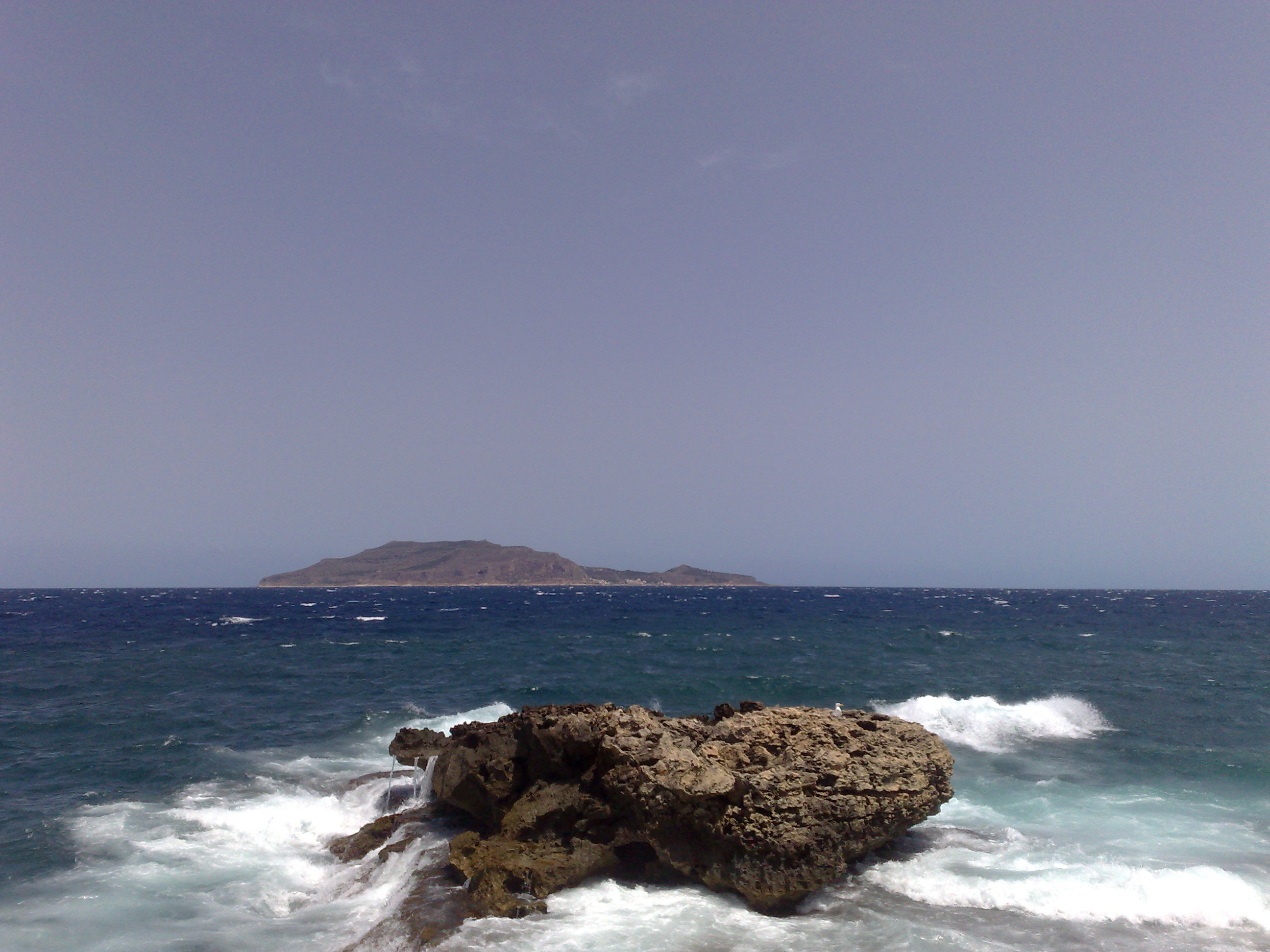
Levanzo
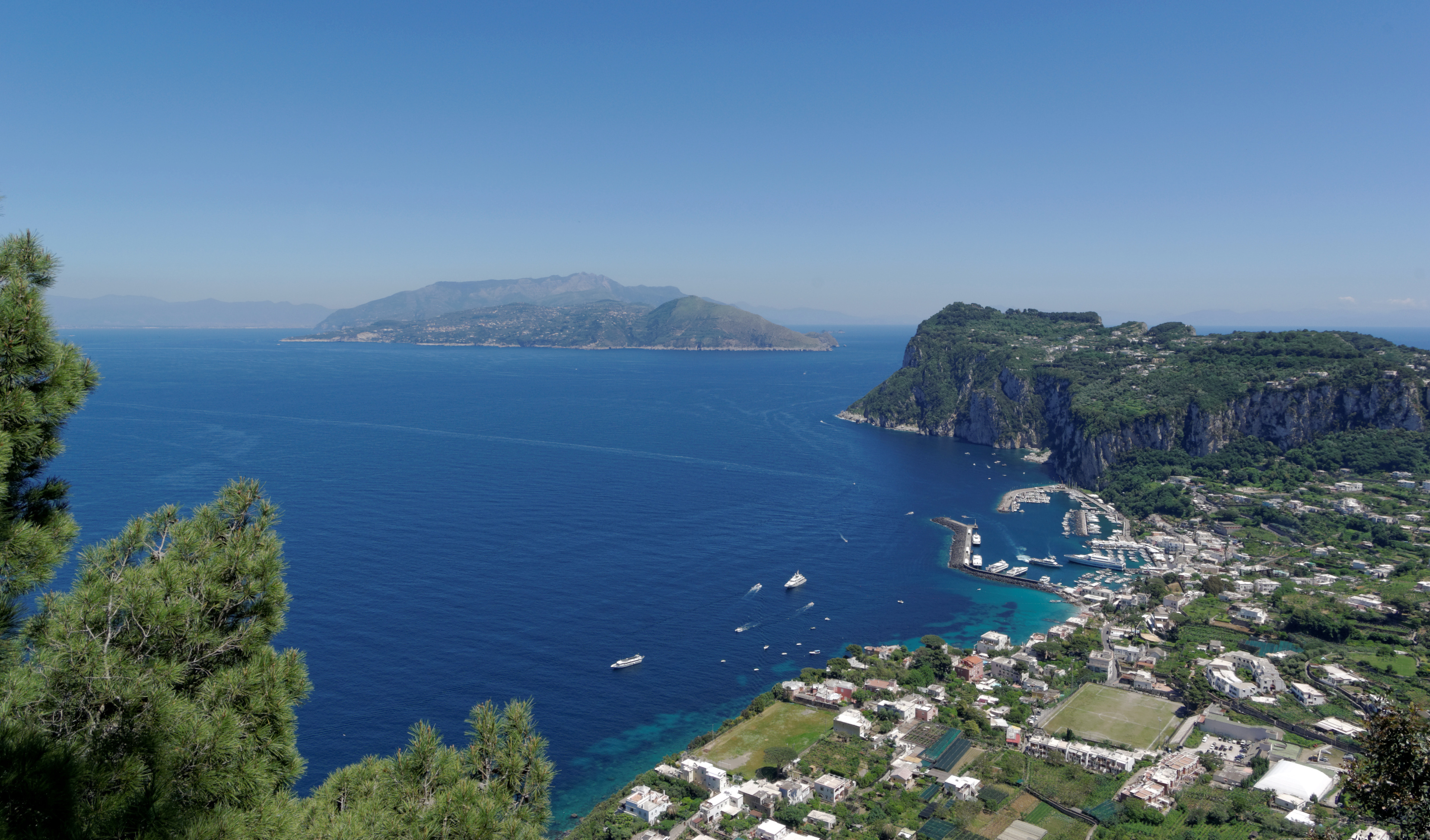
Capri

Liparské ostrovy jsou vulkanického původu a pravděpodobně následek subdukční zóny. Přesný pohyb zemských desek na místě Liparských ostrovů je sporný: buďto se nasunula dionská, nebo africká deska pod jinou zemskou desku, přičemž se dostala pod eurasijskou či jinou přilehlou mikrodesku. Dnešní věda považuje všechny varianty za možné. Ostrovy leží severně o Sicílie a tím v jižní části Tyrhénského moře. Všechny ostrovy jsou vulkanického původu a mladší než jeden milion let. Pod mořskou hladinou mají pokračování v četných podmořských horách. Ostrovy vykazují četné rozdíly ve věku, tvaru a vulkanické aktivitě. Několik sopek je vyhaslých, Lipari je pravděpodobně do dnešní doby aktivní, Vulcano má nepravidelné výbuchy a Stromboli, takzvaný maják Středomoří, je v posledních desetiletích jednou nejaktivnějších sopek na světě. Minimálně v posledních 200 letech je trvale aktivní, odhady vycházejí z toho, že tato doba může trvat 2500 let. vyhaslé vulkanické ostrovy jsou Alicudi, Filicudi, Panarea, Salina a Ustica. Eroze vymazala jasné vulkanické tvary, a většinou jsou ostrovy řídce zalidněné. Ostrůvky jako Basiluzzo, Lisca Bianca, Strombolicchio jsou vyhaslými sopkami a natolik poznamenané erozí, že sopky již nejsou pouhým okem rozeznatelné.
Západně od Sicílie a tím v jihozápadní části Tyrhénského moře se nachází Egadské ostrovy, jmenovitě Favignana, Levanzo a Marettimo. Korsické pobřeží tvoří na východě prodloužení korsické pánve pod mořem. Aleria-Plateau leží při východní pobřeží Korsiky, než přejde do Korsických Alp.

## Biologické poměry
Biogeograficky tvoří sever Tyrhénského moře spolu s Ligurským mořem a Lvím zálivem vlastní biogeografickou provincii. Pro jih Tyrhénského moře je v některých literárních pramenech vyhrazována vlastní provincie, jindy je jih počítán do jedné provincie spolu s Jónským mořem. Někdy je také Messinská úžina (vzhledem ke svému zvláštnímu ekosystému) pokládána za zvláštní biogeografickou provincii. Všeobecně jsou organizmy v oblasti Středozemního moře rozšířeny rovnoměrně či s jen malými regionálními rozdíly. Největší rozdíly zde nejsou mezi jednotlivými podmořskými pánvemi, nýbrž mezi severním a jižním Středomořím. Různé pravěké přistěhovalecké vlny vodních organizmů z Atlantiku a Černého moře (ať už z mírného, subtropického či tropického podnebného pásu) do Středozemního moře obohatily faunu a flóru v Tyrhénském moři; pokud jim současné podnebí vyhovuje, dosud zde žijí. Severní regiony mají zřetelně menší počet subtropických druhů než jižní oblasti moře.

### Flóra

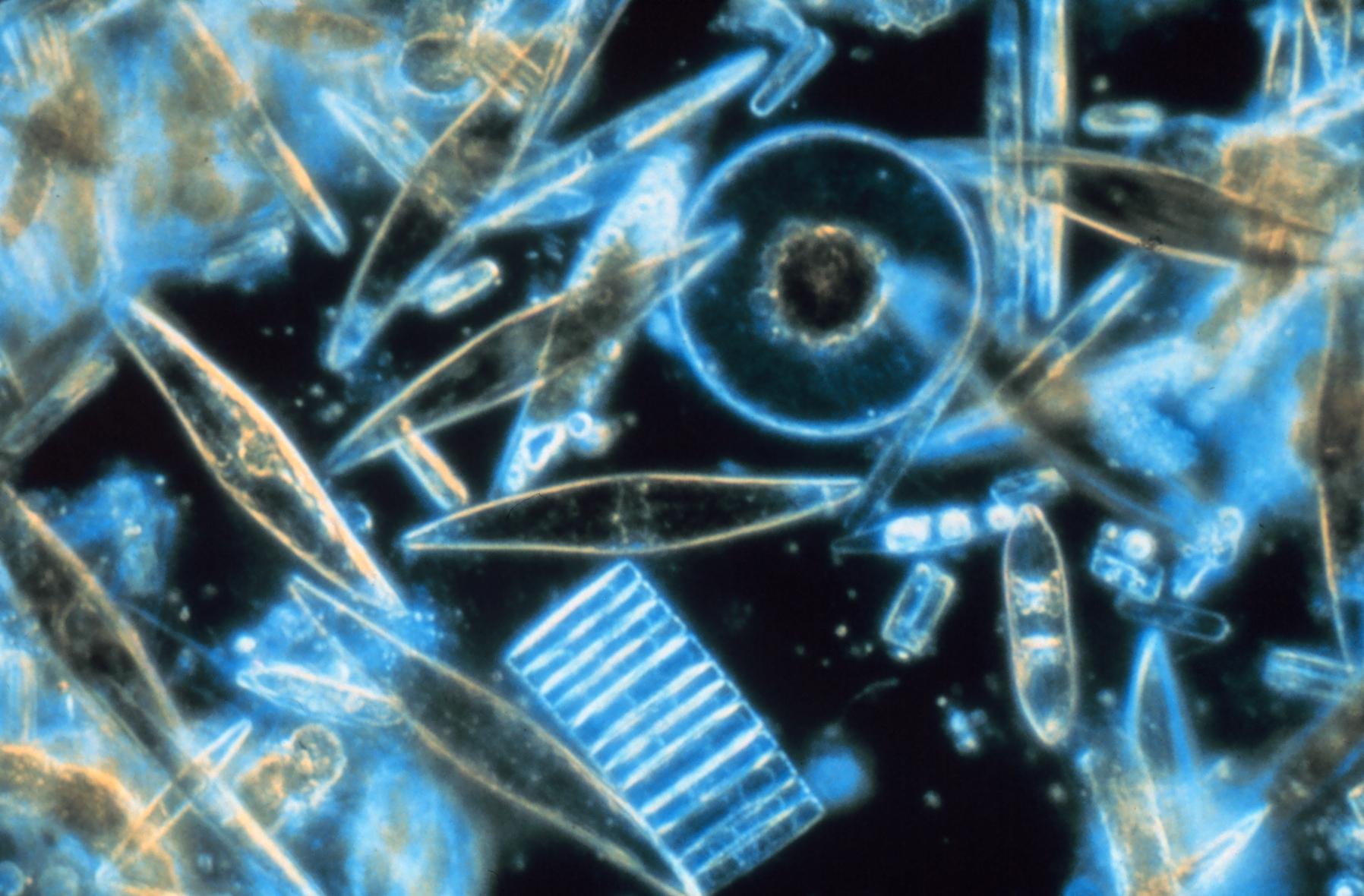
Z mořských řas dominují rozsivky (na obrázku)

Co se týče mořských řas, udává se poměrně vysoká rozmanitost (jedna ze studií uvádí 326 druhů fytoplanktonu) s převahou obrněnek (Dinoflagellata, 182 nalezených druhů), kokolitek (Coccolithophorida, 67 nalezených druhů) a rozsivek (Diatomeae, 61 nalezených druhů). Popisovány jsou i hlubinné druhy řas, jako obrněnka Glenodinium, některé rozsivky a kokolitky. Obecně pro fytoplankton Tyrhénského moře platí, že převažují velmi drobní zástupci (nano– a ultrananoplankton). Nedá se mluvit ani o nějakých sezónních změnách v druhovém složení. Na produkci planktonu mají vliv hlavně prvky uvolňující se v souvislosti se sopečnou podmořskou činností, vysoký obsah fosforečnanů v hlubinách a salinita moře.
Přesto je produktivita ve srovnání se zbytkem Středomoří poněkud nízká. Důvod zřejmě spočívá mimo jiné v tom, že do tohoto moře vtéká na živiny chudá voda, zatímco odtéká živinami bohatá voda, a tím pádem se neustále moře ochuzuje o živiny. Jedinou výjimkou je v tomto ohledu Messinská úžina, kde dochází k míšení vod a produkce je tam vyšší.

### Fauna

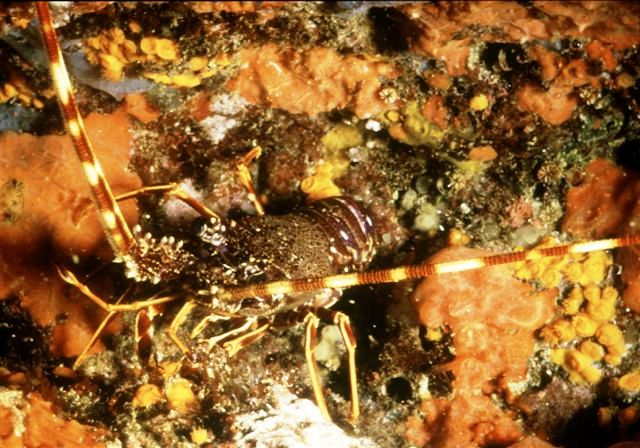
Langusta evropská (Palinurus elephas) u pobřeží Sicílie

Z živočišných druhů se vyskytuje celá řada ryb. V moři produkují na kontinentálním šelfu největší biomasu z ryb mořanovití (Sparidae, 520 kg/km²), následované sardinkami (340 kg/km²), parmicovitými (Mullidae, 170 kg/km²), štikozubcovitými (Merlucciidae, 170 kg/km²), makrelami (120 kg/km²) a sardelemi (40 kg/km²). V porovnáním se zbytkem Středozemního moře je množství sardinek a sardelí nižší, zato smuhovkovití (Centracanthidae) jsou v Tyrhénském moři hojnější než na jiných středomořských pánvích. Na kontinentálním svahu se vyskytují červené hlubokomořské krevety Aristeus antennatus (20 kg/km²) a humři (10 kg/km²) srovnatelně rozšířené.
V hlubinách Středozemního moře vědci dlouho nepředpokládali žádný život, při vysušení moře totiž před šesti milióny let během messinské salinitní krize všechen život na dně moře pravděpodobně kompletně vymřel a očekávalo se, že hlubokomořští živočichové nepřekonali 900 metrů hluboký podmořský práh v Gibraltarském průlivu. V současnosti je existence pravé hlubokomořské fauny ve Středozemním moři ověřená, ale hlubokomořská fauna je zřetelně chudší než v Atlantiku. V hlubokých pánvích žije pravděpodobně například žralok šedý (Hexanchus griseus) a žralok sedmižábrý (Heptranchias perlo), kteří se na dně moře živí jako mrchožrouti, mimo jiné požírají zbytky velryb. V regionu se totiž vyskytuje i kytovec plejtvák myšok (Balaenoptera physalus).
Bohaté na živočišné druhy jsou však především skalnatá pobřeží se společenstvy korálu červeného, langustami a mořanovitými rybami. Velký biologický význam má především pobřeží Sardinie, Sicílie a Kalábrie. Bonifácký průliv a rovněž Messinská úžina se svým pestrými podmořskými terény a s komplexními hydrologickými poměry vytváří životní prostředí pro mnoho druhů živočichů a jsou navíc spojnicemi mezi podmořskými pánvemi Středozemního moře. V Tyrhénském moři žijí různorodé druhy korálů. Pro okulínu drsnou (Madrepora oculata) z čeledi okulínovití (Oculinidae) zhotovil Carl Linné první popis podle exemplářů z Tyrhénského moře u pobřeží Sicílie. Časté jsou dále v hloubce od 200 do 1200 metrů exempláře turbinatky Desmophyllum dianthus. Turbinatky rodu Lophelia jsou vzácnější a na ústupu, nicméně se nacházejí například na pobřeží Sicílie.

## Člověk a moře

### Rybolov
Organizace pro výživu a zemědělství OSN počítá Tyrhénské moře ke statistickému regionu Sardinie, ke kterému se počítá i Ligurské moře, otevřené Středozemní moře jižně od Sicílie, jakož i pruh moře západně od Sardinie a Korsiky. V této oblasti rybaří především italské rybářské lodě. Na jihu oblasti, především mimo Tyrhénské moře, se začínají objevovat tuniští rybáři.
Italská rybářská flotila sama kontroluje dvě třetiny Tyrhénského moře, případně Ligurského moře, především jeho severní část. Do poloviny devadesátých let 20. století sestávala italská rybářská flotila většinou z menších lodí o výtlaku méně než 10 BRT, jejichž motory měly menší výkon než 100 koňských sil. Sardinská flotila se skládala pouze z takových lodí. Nejdůležitějšími produkty byly v roce 1991 pěstování mlžů, na volném moři se nejvíce lovily sardinky, sardele, štikozubci a chobotnice. Stavy konzumních sardinek a sardelí byly výrazně pod úrovní zbytku Středozemního moře.

### Přístavy

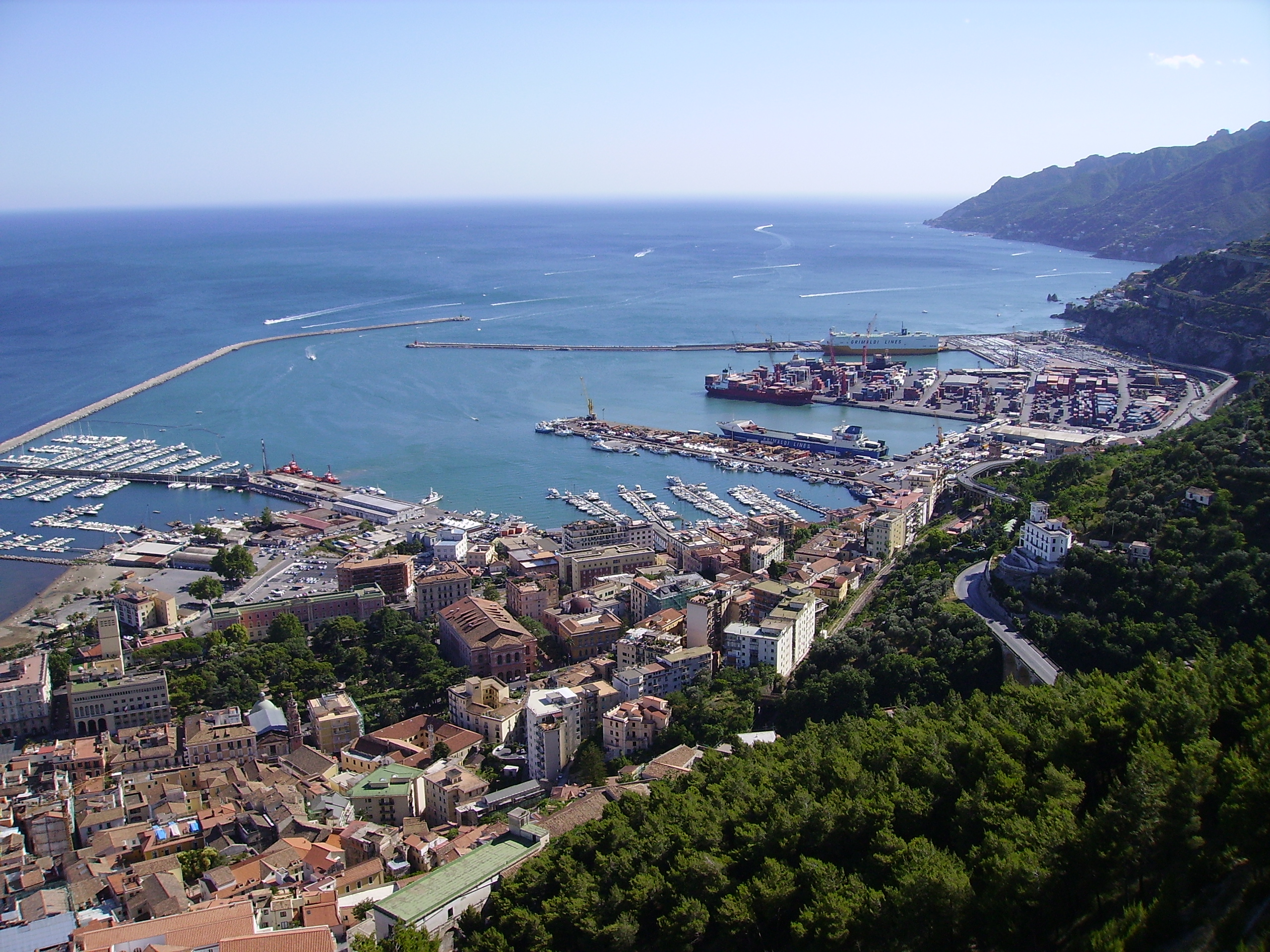
Pohled na přístav v Salernu

Větší část z přibližně 200 italských přístavů se nachází v Tyrhénském moři. V porovnání s Jaderským mořem má italské západní pobřeží příznivější přírodní podmínky pro přístavy, lepší spojení a obchodní trasy směrem k Atlantiku. Je zde delší tradice námořnictví i stavby lodí. Klimatické podmínky jsou v Tyrhénském moři příznivější a počasí je méně nebezpečné než v Jaderském moři.
Ze šesti skupin významných italských přístavů leží čtyři alespoň částečně v Tyrhénském moři: Skupina severotyrhénských přístavů leží částečně v Ligurském moři s přístavy Janov a Savona, částečně na hranici Ligurského a Tyrhénského moře přístav La Spezia, již v Tyrhénském moři přístav Livorno. Všechny přístavy hrají důležitou roli v lodní dopravě, která probíhá Tyrhénským mořem. V době italských městských států byly důležitým faktorem mocenské politiky. Ještě dál na severozápad hraje důležitou roli francouzský přístav Marseille, cesty z Marseille na východ vedou přes Tyrhénské moře. Skupina jihotyrhénských přístavů Neapol a Salerno leží přímo u Tyrhénského moře.

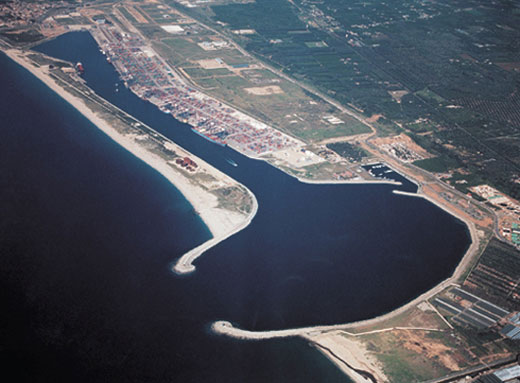
Přístav v Gioia Tauro

Sicilské a sardinské přístavy tvoří další dvě skupiny přístavů, nejdůležitějším z nich je Palermo, avšak ekonomickým významem se nevyrovnají přístavům na italské pevnině. Nejdůležitějším korsickým přístavem je Bastia. Nejvíce lidí se přepraví z Neapole, kde je ale malý obrat zboží. Největším italským přístavem na objem přepraveného zboží je Janov.
Přístavy ve Středozemním moři nedosahují ekonomického významu přístavů při Atlantském oceánu, hlavně při pobřeží Severního moře. Mírného zlepšení se dosáhlo otevřením velkého kontejnerového terminálu v Gioia Tauro uprostřed devadesátých let 20. století. Přístav je vzdálen jen několik námořních mil od hlavní námořní trasy přes Středozemní moře, slouží hlavně jako překladiště pro zhruba dalších 50 přístavů ve Středozemním moři, přibližně 95 procent nákladu opouští přístav Gioia Tauro na lodi. V roce 1995 obsloužil přístav 50 lodí s 16 000 kontejnery, v roce 2000 to již bylo 3000 lodí s 2,6 milióny kontejnery. Přístav má v současné době větší obrat než Janov.

### Vojenské námořnictvo

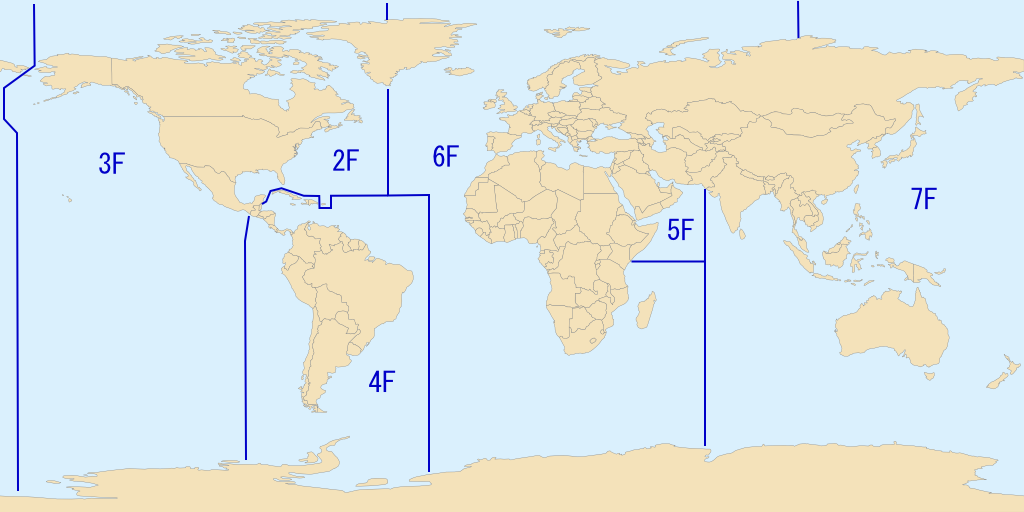
Obvod působnosti 6. floty USA, jejíž velitelství je v Neapoli

V Tyrhénském moři se nachází důležitá zařízení NATO a námořnictva Spojených států amerických, nejdůležitější zařízení se nachází v Neapoli. Severoatlantická aliance v Neapoli udržuje Allied Joint Force Command Naples, jedno ze tří operativních velitelství NATO v Evropě a s Component Command Maritime Naples (CC-MAR Naples) vrchní velitelství námořních sil NATO v jižní Evropě. USA zřídily v Neapoli centrálu námořnictva v Evropě, United States Naval Forces Europe. Vrchní velitelství 6. floty US Navy se v roce 2004 přestěhovalo z Gatey rovněž do Neapole. V současnosti k 6. flotě trvale náleží jen velitelská loď USS Mount Whitney a menší podpůrné lodě. V principu patří k 6. flotě každá loď US Navy, která se nachází v jejím obvodu působnosti. Její velikost může dosahovat několika skupin letadlových lodí. V Neapoli žije trvale 16 000 Američanů, kteří přímo nebo nepřímo přísluší k tamější námořní základně. Menší námořní základny USA/NATO jsou v La Maddaleně na Sardinii a v Livornu. Camp Darby u Livorna slouží armádě Spojených států amerických jako zásobovací základna pro akce ve Středomoří.
US Navy je přítomna v této oblasti Středomoří od roku 1815. Základny námořnictva jsou nejstarší americké základny v Itálii a nachází se zde od konce 2. světové války. Po roce 1990 došlo k jejich značnému rozšíření, operace armády USA se rozšířily směrem do východního Středomoří a na Blízký východ a přístavy v Tyrhénském moři slouží jako výchozí základny pro vojenské operace. Velitelství United States Naval Forces se po konci studené války přesunulo z Londýna do Neapole. Nové základny vyrostly ve východní Sicílii, základna Sigonella slouží především jako logistické centrum 6. floty a mezi lety 1970 až 1990 došlo k jejímu trojnásobnému rozšíření. Z letech 1990 až 2000 se počet vojáků v Sigonelle zvýšil z 500 na 3000.
Jedna z hlavních základen italského námořnictva se nachází v La Spezia, kde vedle vlajkové lodi italského námořnictva, letadlové lodě Cavour, jsou dislokované fregaty, minolovky a speciální jednotky. V Augustě, již mimo Tyrhénské moře na Sicílii, se nachází základna pobřežní stráže pro Středomoří. Menší italské základny jsou ještě v La Maddaleně a Cagliari na Sardinii.

### Turistika a osobní doprava

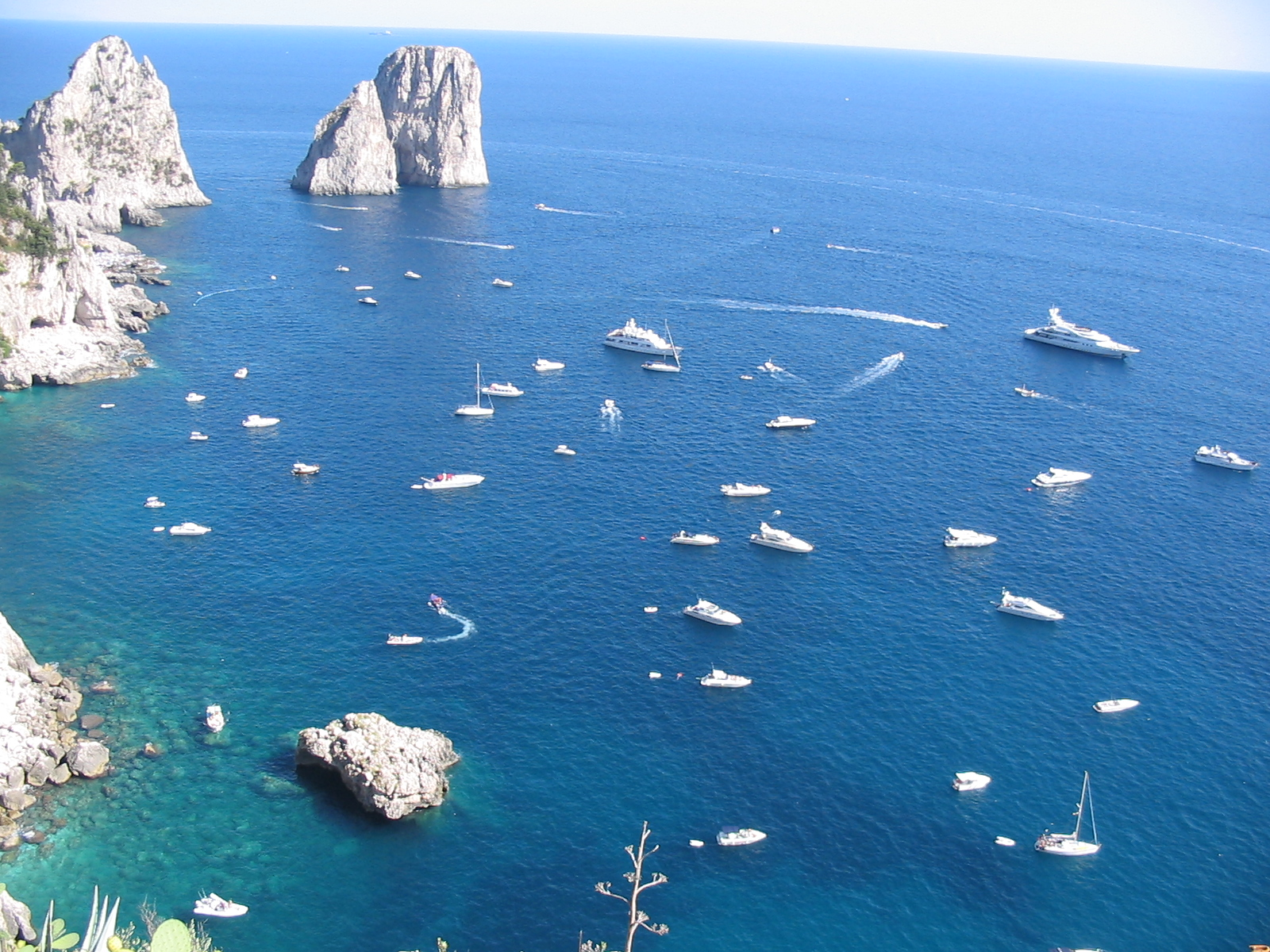
Sportovní čluny před pobřežím Capri

Tyrhénské moře je součástí Středozemního moře, na které připadá 30 procent celosvětového obratu turistiky, z čehož tři čtvrtiny připadají na členské státy Evropské unie, na Španělsko, Francii, Itálii a Řecko. V posledních desetiletích se zvýšil počet obyvatel i turistů na italském pobřeží. V současnosti je mnoho kilometrů tyrhénského pobřeží kompletně zastavěno. Více než polovina z 20 úseků italských pláží, které jsou stále nezastavěné v délce více než 20 kilometrů, se nachází na pobřeží Sardinie.
Celé pobřeží Tyrhénskéko moře je nejvíce turistiky navštěvovaná oblast celé Evropy. Jedním z kořenů turistiky na pobřeží Tyrhénského moře jsou takzvané Grand Tours, které od renesance podnikala šlechta. V 18. století byla tradičně posledním místem těchto cest Neapol.
Tehdy ještě na severní části Tyrhénského moře nebyly bažiny vysušené a pobřeží bylo považováno za odpuzující. Cestující tehdy oceňovali pohled na Neapol z Neapolského zálivu. Jižněji položená Kampánie, Kalábrie a Sicílie byly považované za výběžek Afriky, které nepatří ke civilizaci. Teprve v posledních desetiletích 18. století začaly cestující prodlužovat své výlety směrem na jih Itálie.
V moři je mnoho linek trajektů. Důležitá spojení jsou často krátká, například v oblasti Neapolského zálivu a na Amalfinském pobřeží, jakož přes celé moře, na Sardinii a Korsiku. Jako zbytek Středozemního moře je Tyrhénské moře oblíbeno plachtaři. Především pobřeží Toskánska v prostoru, kde moře přechází v Ligurské moře, je jedna z největších hustot provozu jachet na světě. Příčinou je dlouhá turistická tradice oblasti, převážně příznivé počasí pro jachting a dobře vybavené a přístupné přístavy.

### Životní prostředí
Až do devadesátých let 20. století bylo Tyrhénské moře v lepší stavu než moře Jaderské.
Kvetení řas a hromadné umírání ryb se omezovalo na výjimečné epizody v ohraničených regionech. Náchylné na eutrofizaci je ústí Tibery, pobřeží u Pisy, zálivy u Neapole a Palerma, jakož i severozápadní pobřeží Sicílie.
Moře trpělo také tím, že ještě před několika lety mnohá italská města odváděla znečištěnou vodu přímo do moře, kterým bylo postiženo především ústí Tibery. Doly na cinabarit v Toskánsku přispívají ke zvyšování obsahu rtuti v severním Tyrhénském moři. Značný tlak na životní prostředí vyvolává také turistika. Postiženo je podle WWF především sardinsko-korsické pobřeží a pobřeží na jihu Itálie.
Mořské rezervace se nacházejí například mezi Sardinií a Korsikou a u ostrova Ustica u Sicílie. Parco nazionale dell'Arcipelago Toscano má rozlohu 67 500 hektarů moře, přírodní rezervace se nacházejí ještě na ostrově Montecristo a na ostrovech Capraia, Gorgona a Giannutri, chráněny jsou i pobřežní vody do hloubky 100 metrů. Ostrovy mimo Montecristo jsou rozděleny do tří ochranných zón.

## Dějiny

### Starověk a raný středověk
Na všech pobřežích Tyrhénského moře se nacházejí hustě osídlené regiony s dlouhou historií. S výjimkou Říše římské se až do dnešní doby žádné mocenské struktuře nepodařilo získat kontrolu nad celým mořem. Spornými oblastmi vždy byl prostor uprostřed moře a obě úžiny umožňující plavbu do Ligurského a Středozemního moře.
Na počátku psané historie dominovali Etruskové z Toskánska centrální části Tyrhénského moře, řecké kolonie v Magna Graecia na Sicílii (Syrakusy) a na jihu Apeninského poloostrova kontrolovaly jih moře, přičemž Kartaginci, kteří sídlili v Tunisku, na Sardinii a v západní Sicílii, kontrolovali západní cestu z moře. Na severozápadě měla významný vliv řecká kolonie Massalia (dnešní Marseille).. Řečtí námořníci v 8. a 7. století před naším letopočtem využívali moře jako přímou cestu mezi Egejským mořem a Marseille, založili obchodní centrum v etruském městě Gravisca a byli vítáni v mnoha městech Etrusků. Z následujících století pocházejí mnohá líčení, které moře popisují jako ráj pirátů nebezpečný pro obchodní lodě. Archeologické důkazy potvrzující spíše pirátství než kvetoucí obchodní cestu jsou velmi řídké a historická věda se v tomto období opírá spíše o domněnky.
Pro Římany mělo Tyrhénské moře rozhodující ekonomický význam jako přístupová cesta k samotnému Římu. Římská epocha byla až dodnes jedinou dobou, kdy nějaká mocnost jednoznačně ovládala celé moře. Tehdy vznikly obchodní cesty Alexandrie-Řím a Kartágo-Řím jako hlavní obchodní cesty říše, zásobující Řím egyptským a kartaginským obilím. Jedna z hlavních flotil římského námořnictva, která ovládala moře, měla základnu v městě Misenum v Neapolském zálivu.
V pozdní antice a v raném středověku význam obchodních cest přes Tyrhénské moře vzrostl. Spojení na pevnině v prostoru Středomoří přestala být bezpečná a mnohé námořní cesty přestaly být využívány. Kolem roku 700 našeho vedlo jediné bezpečné spojení mezi západními a východními křesťany z Říma přes Tyrhénské moře a potom dále na východ do Konstantinopole přes jihoitalské přístavy, především Amalfi a Geatu, ale také přístavy na Sicílii. Významné bylo i pokračovaní této křesťanské námořní cesty přes Tyrhénské moře dále do Marseille. Tyrhénské přístavy Amalfi a Gaeta byly v této době hlavními středisky obchodu s Byzancí.
S muslimskou expanzí se ve Středozemním moři ve druhé polovině 7. století objevili muslimští námořníci. Jejich mocenské a hospodářské struktury v severní Africe a na Iberském poloostrově byly v 8. století tak dobře rozvinuté, že na jihu Středozemního moře vznikla druhá námořní obchodní cesta, jež ovlivňovala obchod daleko za oblast Středozemí. Cesty ze severní Afriky se zastávkou na Sicílii a pak dále do Tyrhénského moře byly stále častější. Provoz nebyl přerušen ani loupežnými výpravami pirátů v Tyrhénském moři (roku 775 zaútočili na Sardinii, roku 813 na Řím) a dobytím Sicílie v roce 827. Především jih tyrhénského moře se v 8. a 9. století se rozvinul v nejrušnější a nejbohatší lodní oblast Středomoří. O severní Tyrhénské moře a o cesty na Korsiku a na Sardinii se často bojovalo a muslimští piráti bývali v převaze.

### Středověk a renesance

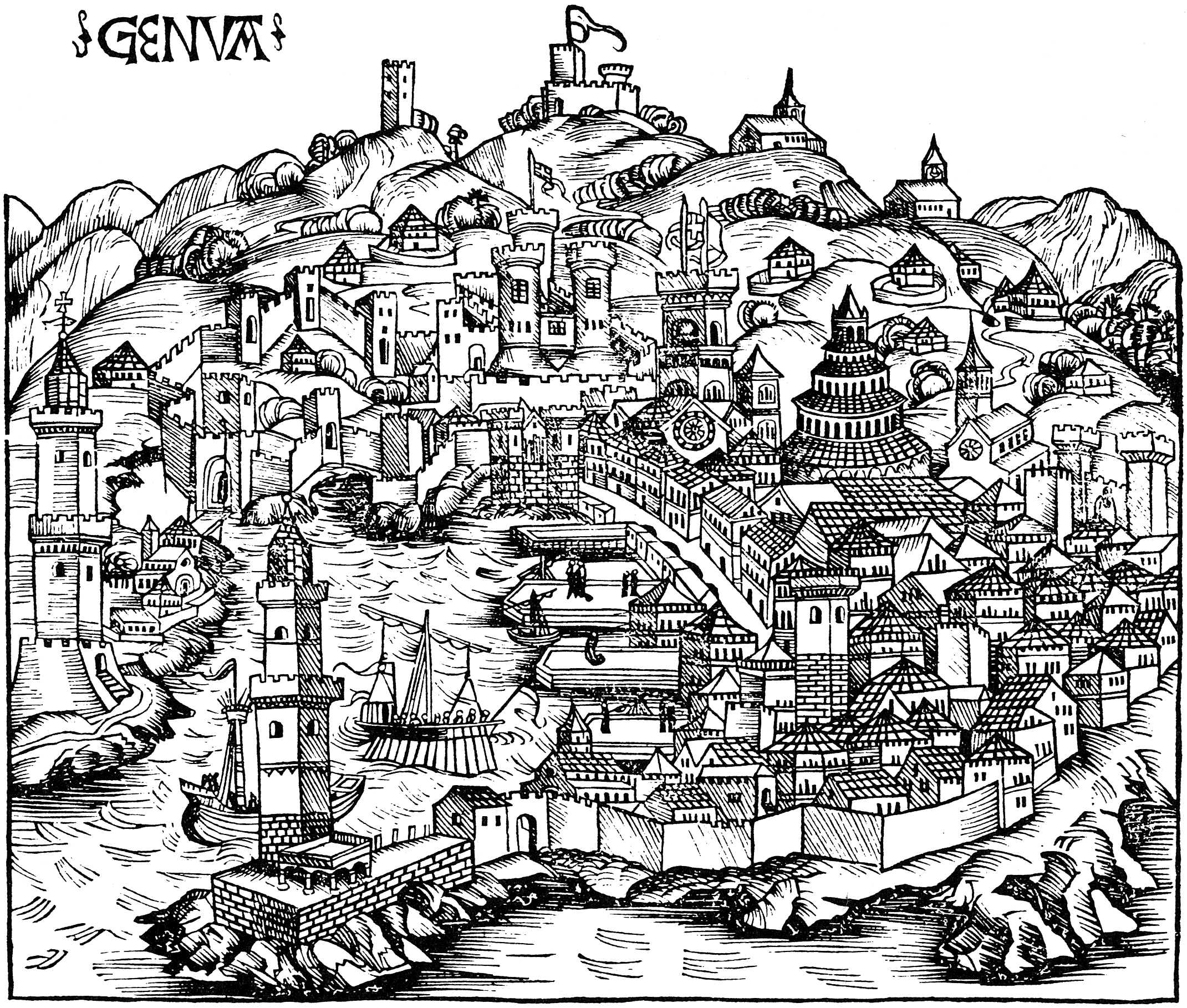
Z městských států v prostoru Tyrhénského moře byl ve středověku jedním z nejmocnějších Janov, pohled na město v roce 1493

Také ve stoletích po rozpadu Západořímské říše zůstalo Tyrhénské moře ekonomicky významné. Langobardi dobyli velkou část italské pevniny, Byzanc však dále ovládala pobřeží a jihoitalské ostrovy, a tím i ekonomicky cennou část země.

V 5. století do oblasti vpadli Vandalové, v 8. století Saracéni, dále v 11. století Normané a v 13. stol Francouzi z domu Anjou. V pozdním středověku bylo Středozemní moře svědkem rivality mezi italskými městskými státy Pisou a Janovem. Tyrhénské moře však především tvořilo velký obchodní prostor, který mohl splnit nároky pobřežních měst. Dováželo se obilí ze Sicílie až do Provence, sůl pocházela z Trapani, sýr ze Sardinie, víno z Neapole, naložené maso z Korsiky, hedvábí ze Sicílie či Kalábrie, ovoce a ořechy z Provence, železo z Elby, peníze a kapitál pocházel z Janova či Florencie. Kožešiny, vlna, a koření a barviva pocházela ze vzdálených zemí.
Ve vrcholném středověku se změnil tvar pobřeží, což mělo za následek přemístění přístavů, jako například u města Luna. Především saracénští piráti v 10. a 11. století učinili moře méně bezpečným a ohrožovali obchodní cesty. Nejdůležitějším přístavem v tomto období na italském pobřeží byla Pisa. Soupeřila s ostatními italskými městskými státy na ostrovech nebo v Ligurském moři a na počátku 11. století dokázala rozšířit svůj vliv na Korsiku a Sardinii. Obě námořní mocnosti Pisa a Janov jakož i méně významní aktéři se nenechali odstrašit od pirátství, když vypátrali cizí obchodní lodě. Soupeření obou námořních republik vyvrcholilo v námořní bitvě u Melorie v roce 1284, jež skončila vítězstvím Janova nad Pisou. Teprve když Janov získal v 13. století moc nad Tyrhénským mořem, mohl začít soupeřit jako obchodní mocnost s Benátkami. Janov navíc kontroloval Tyrhénské moře ze své kolonie na Korsice.
Toskánské pobřeží sloužilo vzrůstajícímu janovskému konkurentovi Florencii jako nejdůležitější spojení k moři v soutěži s Benátkami ležícími na jaderském pobřeží. Po jistý čas měla Florencie vlastní flotilu, která byla umístěna v menších přístavech, jež nepatřily Pise ani Janovu, nicméně Florencie nikdy nebyla významnou námořní mocností.
Jižněji se prosadili Anjouovci proti normansko-šfaufskému panstvu definitivně v roce 1268 v Neapolském království a na přilehlém pobřeží. Aragonské království jim v roce 1282 odňalo Sicílii a v letech 1322 a 1365 se prosadilo na Sardinii. Na Sardinii se těžilo u města Iglesias stříbro, nicméně vývoz stříbra ustal, když došlo v letech 1365 až 1423 k povstání. Oba ostrovy začaly hrát v hospodářském vývoji oblasti kolem Tyrhénského moře stále důležitější roli. V roce 1442 připadla Aragonie Neapolskému království a moře se stalo katalánským. Ztratilo na významu, protože sloužilo aragonským zájmům. Se sjednocením Aragonského království a Kastilie připadly ostrovy v roce 1492 Španělsku. Až do 18. století sloužily základny na ostrovech stejně jako Neapol španělským námořním zájmům a oblast stále víc hospodářsky upadala.

### Novověk
Francie ovládala Janov a jeho flotilu přibližně od roku 1500. Ztratila nadvládu v regionu relativně rychle, mocenské postavení získali Habsburkové a Karel V. Ten zdědil neapolské království a v roce 1528 se mu podařilo janovské získat na svou stranu, takže ovládl největší flotilu v Tyrhénském moři. Habsburkové nyní měli možnost postavil velkou flotilu, nicméně se toho z finančních důvodů zřekli. Přes teoretickou převahu nezískali nadvládu nad v Tyrhénským mořem, kam stále připlouvali piráti a válečné lodě jiných mocností.

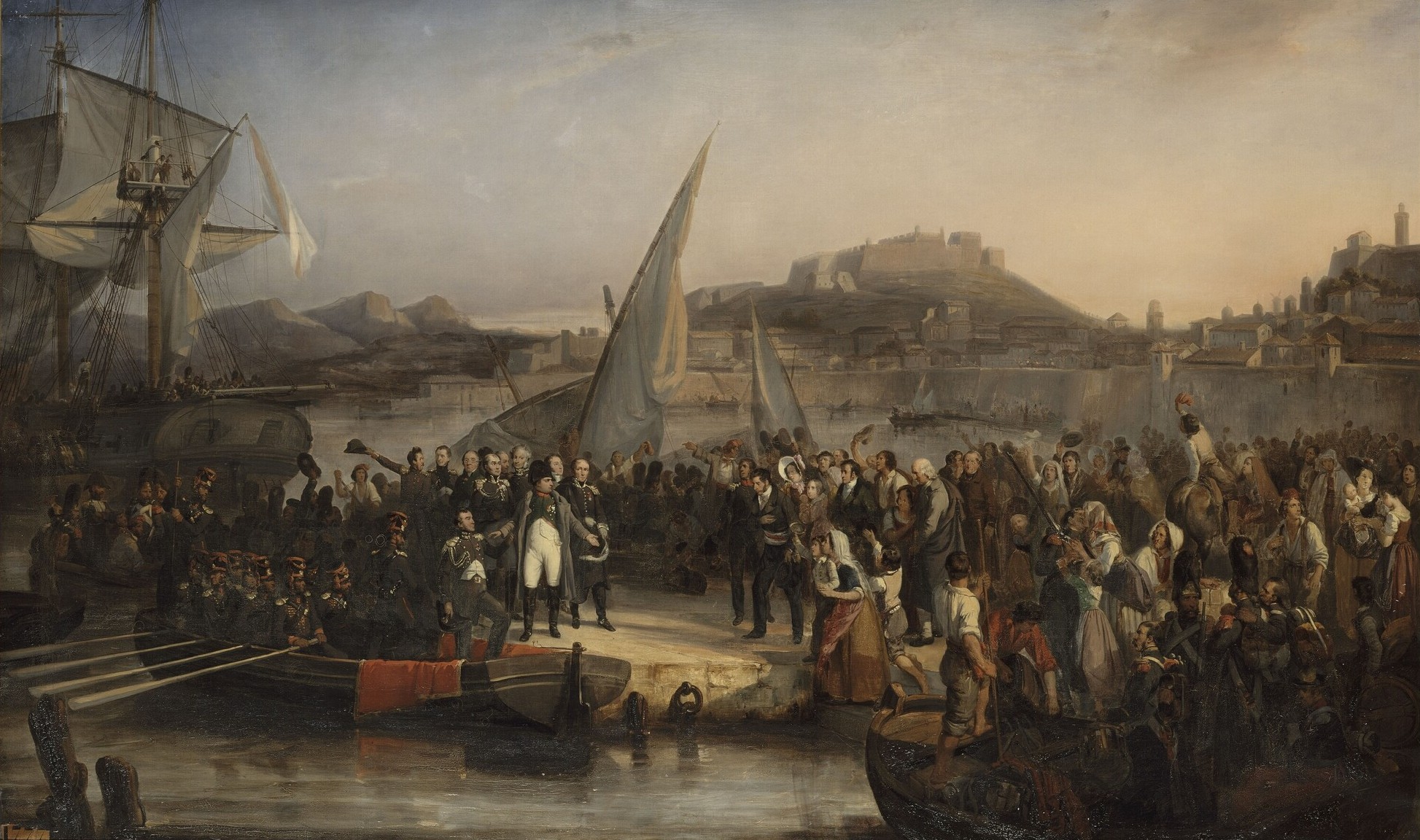
Napoleon opouští Elbu, obraz Josefa Beauma z roku 1836

Vedle pirátů ze severní Afriky, kteří útočili hlavně v létě, začali také piráti z Anglie nacházet v západním Středomoří výnosné obchody. Specializovali se na zimní sezónu. V boji s „barbarskými“ státy na severu Afriky se podílel značný počet menších evropských států. Vznikly rytířské řády specializované na boj s pirátstvím, jako například řád svatého Štěpána z Livorna.
S koncem španělské nadvlády získaly vliv ve Středomoří hlavně Francie a Velká Británie. Tyrhénské moře hrálo ve válkách v 17. a v 18. století jen vedlejší roli. Francie získala rozhodující vliv v severní polovině moře, Spojené království dominovalo na jihu. Tam se cítilo natolik jisté, že poslalo Napoleona Bonaparta do vyhnanství na ostrov Elba, ve sféře vlivu britské floty. Po velkou část 19. století bylo Spojené království nejvýznamnější námořní mocností v Tyrhénském moři. Ze svých námořních základen na Maltě a v Jónském moři kontrolovalo také Tyrhénské moře. Britské námořnictvo mnohokrát demonstrovalo svoji moc v Tyrhénském moři plavbami k britským konzulátům v Palermu, Neapoli, v Civitavecchia u Říma, Livornu a Janově.
V pozdním 19. století a především ve 20. století Tyrhénské moře představovalo výzvu pro italské námořnictvo. Dlouhé pobřeží nabízelo mnoho možností pro útočníky, přičemž cesty na pevnině byly ve příliš špatném stavu, než aby umožnily rychlou reakci. Mnoho možností pro přistání lodí ohrožovalo především Řím a Neapol, které byly vážně ohroženy každým silnějším útokem z moře. Přeložení jihoitalské námořní základny z Neapole do Taranta tento problém ještě zhoršilo, protože Taranto neleží na pobřeží Tyrhénského moře a celý jih Itálie již nebyl dost rychle dosažitelný válečným námořnictvem. Itálie reagovala stavbou několika velkých bitevních lodí, které však počtem a výzbrojí nemohly konkurovat britskému či francouzskému námořnictvu. Měly sloužit k ochraně strategických míst a znemožnit výsadek cizích jednotek. Dále Itálie postavila námořní pevnosti v Messinské úžině a v Bonifáckém průlivu. Těžiště italských zájmů před 1. světovou válkou bylo v Jaderském moři, kde byla i flotila Rakouska-Uherska. Oficiálně byly obě země spojenci, přesto pozorovala obě vojenská vedení sousedy s velkou nedůvěrou a soutěžila ve zbrojení. Za 1. světové války hrálo Tyrhénské moře podřadnou roli, hlavní bojové operace Itálie se odehrávaly v Jaderském moři, zásobovací cesty západních spojenců vedly přes Ligurské moře a janovský přístav.
Mezi světovými válkami se podařilo vojensky tak opevnit Itálii, Sicílii, Sardinii a Elbu, že se Tyrhénské moře stalo bezpečným italským teritoriem do doby, do níž měl fašistický stát kontrolu nad Sicílií. Na začátku války existující francouzská základna na Korsice představovala nebezpečí především pro ligurské pobřeží.
Po druhé světové válce se moře stalo bezpečným. Itálie byla pro NATO i Sovětský svaz sekundárním cílem. Ze tří stran chráněné moře bylo útočištěm vojsk NATO. Vedení flotil pro jižní Evropu sídlilo v Neapoli a Gaetě, kde mělo jak americké, tak italské námořnictvo důležité základny, které se využívaly k operacím v oblastech na jih a východ od Itálie.